# Guayama
Guayama és un municipi de Puerto Rico situat a la costa sud de l'illa, també conegut amb els noms de La ciudad del Guamaní i El pueblo de los brujos. Confina al nord amb Cayey; a l'est amb Patillas i Arroyo; al sud amb el mar Carib i a l'oest amb Salinas. Fou fundat el 29 de gener de 1736 pel governador espanyol Tomás Matías de Abadía.
El municipi està dividit en 10 barris: Guayama Pueblo, Algarrobo, Pozo Hondo, Caimital, Carite, Carmen, Guamaní, Jobos, Machete i Palmas.